# Bullia nitida
Bullia nitida is een slakkensoort uit de familie van de Nassariidae. De wetenschappelijke naam van de soort is voor het eerst geldig gepubliceerd in 1895 door Sowerby.